# Borgne (Haiti)
Borgne este o comună din arondismentul Borgne, departamentul Nord, Haiti, cu o suprafață de 202,09 km2 și o populație de 60.860 locuitori (2009).